# Aeroportul Municipal Searcy
Aeroportul Municipal Searcy (IATA: SRC, ICAO: KSRC, FAA LID: SRC) este un aeroport din Arkansas, Statele Unite ale Americii ce deservește zona Searcy⁠(d). Aeroportul a fost tranzitat în 2019 de 12 pasageri. A fost numit după zona deservită.
Situat la o altitudine de 81 m, aeroportul dispune de 1 pistă.

## Infrastructură

### Piste
Aeroportul dispune de o singură pistă. Pista 01/19 are suprafața de asfalt și dimensiunile 6.008 picioare × 100 picioare. 